# Haworthia bolusii
Haworthia bolusii ist eine Pflanzenart der Gattung Haworthia in der Unterfamilie der Affodillgewächse (Asphodeloideae). Das Artepitheton bolusii ehrt den südafrikanischen Bankier Harry Bolus (1834–1911).

## Beschreibung
Haworthia bolusii wächst stammlos und sprosst langsam. Die einwärts gebogenen, länglich lanzettlichen Laubblätter bilden eine Rosette mit einem Durchmesser von 4 bis 8 Zentimeter. Die durchscheinende Blattspreite ist bläulich grün. Am Blattrand und am Blattkiel befinden sich Dornen mit einer Länge von mehr als 2 Millimeter.
Der kräftige Blütenstand erreicht eine Länge von bis zu 30 Zentimeter. Die breiten Blüten sind an der Basis der Blütenröhre flach.

## Systematik und Verbreitung
Haworthia bolusii ist in der südafrikanischen Provinz Ostkap verbreitet.
Die Erstbeschreibung durch John Gilbert Baker wurde 1880 veröffentlicht. Ein nomenklatorische Synonym ist Haworthia arachnoidea var. bolusii (Baker) Halda (1997).
Es werden folgende Varietäten unterschieden:
- Haworthia bolusii var. bolusii
- Haworthia bolusii var. blackbeardiana (Poelln.) M.B.Bayer

## Nachweise